# Poledno (przystanek kolejowy)
Poledno – nieczynny przystanek kolejowy, a dawniej stacja w Polednie na dawnej linii kolejowej Świecie nad Wisłą – Złotów, w województwie kujawsko-pomorskim. W 2015 roku fragment linii przechodzący przez stację został zdemontowany.